# 16892 Vaissière
16892 Vaissière è un asteroide della fascia principale. Scoperto nel 1998, presenta un'orbita caratterizzata da un semiasse maggiore pari a 3,1130525 UA e da un'eccentricità di 0,1428878, inclinata di 2,29439° rispetto all'eclittica.